# Günter Esser (Psychologe)
Günter Esser (* 11. April 1950 in Denklingen (Reichshof)) ist ein deutscher Psychologe und Kinder- und Jugendlichenpsychotherapeut.

## Überblick
Seine Aktivitäten in Forschung, Lehre und Praxis konzentrieren sich auf die Klinische Psychologie und Psychotherapie des Kindes- und Jugendalters. Seine hauptsächlichen wissenschaftlichen und Praxistransferleistungen lieferte er für die Klinische Psychologie, die Entwicklungspsychologie, die Psychotherapie sowie die Pädiatrie und die Kinder- und Jugendpsychiatrie.

## Wissenschaftlicher Werdegang
Nach dem Abitur 1968 am Gymnasium Bad Nauheim begann er im gleichen Jahr an der Universität Gießen Psychologie zu studieren. Nach dem erfolgreichen Abschluss mit Auszeichnung im Jahr 1973 absolvierte er von 1973 bis 1975 seinen Zivildienst an der Kinder- und Jugendpsychiatrischen Klinik der Universität Frankfurt, wo er auch im Anschluss sofort seine wissenschaftliche Laufbahn begann.
Am 1. Januar 1976 wechselte er an das Zentralinstitut für Seelische Gesundheit in Mannheim. Im Jahr 1980 wurde er an der Universität Mannheim promoviert und übernahm ab 1. April 1982 die Leitung der Arbeitsgruppe Neuropsychologie des Kindes- und Jugendalters. In die Mannheimer Zeit fiel auch die Habilitation in Klinischer Psychologie an der Universität Heidelberg im Jahr 1990. Von zentraler Bedeutung für seinen wissenschaftlichen Werdegang ist die Konzeption der Mannheimer Längsschnittstudien gemeinsam mit Martin H. Schmidt, die seit 1978 national wie international zu den bedeutendsten kinderpsychologischen Studien gehören. Die Mannheimer Kurpfalzerhebung und die Mannheimer Risikokinderstudie sind von herausragender Bedeutung für die epidemiologische und entwicklungspsychopathologische Forschung, so dass aus ihnen bis 2010 bereits eine dreistellige Zahl von peer-reviewed Publikationen hervorgegangen ist.
Am 1. Januar 1995 wurde er Professor für Klinische Psychologie/Psychotherapie an der Universität Potsdam. Unter seiner Führung wurde  Potsdam zu einem Zentrum der Kinder- und Jugendlichenpsychologie und -psychotherapie.
Seit 1998 ist er als Direktor der Akademie für Psychotherapie und Interventionsforschung an der Universität Potsdam (API) tätig und leitet zudem die Psychologisch-Psychotherapeutische Ambulanz (PPA) und das Zentrum für Lerntherapie (ZLT) der Abteilung Klinische Psychologie und Psychotherapie. Die Forschungs- und Lehrambulanz und die Ausbildungsambulanz in Potsdam wurden zur größten ambulanten psychotherapeutischen Versorgungseinrichtung des Landes Brandenburg und auch aller universitären psychotherapeutischen Ambulanzen Deutschlands.
Neben seiner universitären Lehrtätigkeit im Diplom-Studiengang Psychologie und in der Lehrerausbildung des Landes Brandenburg, wirkt er an der API als Supervisor und leitet eine Vielzahl von Theorieseminaren für angehende Kinder- und Jugendlichenpsychotherapeuten. Grundlage für Theorieveranstaltungen im Studium und in der Psychotherapieausbildung bildet seit 2002 das von ihm herausgegebene Lehrbuch der Klinischen Psychologie und Psychotherapie des Kindes- und Jugendalters, das im Jahr 2008 bereits in der dritten Auflage erschien. Innerhalb der universitären Selbstverwaltung hat Günter Esser nach zwei Amtsperioden als Geschäftsführender Direktor des Instituts für Psychologie und langjähriger Tätigkeit im Fakultätsrat im Jahr 2007 den Vorsitz der Ethikkommission der Universität Potsdam übernommen, der er schon viele Jahre angehörte.

## Verbesserung der Prävention und Versorgung
Seit 1998 ist er im Vorstand der Bundesvereinigung für Verhaltenstherapie im Kindes- und Jugendalter (BVKJ) mit Sitz in Potsdam und war von 1998 bis 2007 deren Gründungsvorsitzender. Von 1999 bis 2007 fungierte er als Mitherausgeber der Zeitschrift „Klinische Psychologie und Psychotherapie“ und war 2008 Veranstalter des 26. Symposiums der Fachgruppe Klinische Psychologie und Psychotherapie der Deutschen Gesellschaft für Psychologie. 2007 erhielt er für sein interdisziplinäres Wirken und zahlreichen Fortbildungsveranstaltungen für Kinderärzte in Pädiatrie und Kinder- und Jugendpsychiatrie die Meinhard-von-Pfaundler-Medaille des Berufsverbandes der Kinder- und Jugendärzte.

### Mitgliedschaften
- Mitglied des Wissenschaftlichen Beirats Psychotherapie für Deutschland,
- Mitglied der Sachverständigenkommission für Psychologische Psychotherapie und Kinder- und Jugendlichenpsychotherapie beim Institut für Medizinische und Pharmazeutische Prüfungsfragen (IMPP),
- Sachverständiger bei der Erstellung des Elternordners der Bundeszentrale für gesundheitliche Aufklärung,
- Sachverständiger bei der Erstellung des Forschungsgutachtens Psychotherapie und der daraus abzuleitenden Folgerungen.
- Mitglied im Wissenschaftlichen Beirat der Lehrinstitute für Orthographie und Sprachkompetenz (LOS)

## Forschung
Im Forschungsbereich zur Verbesserung der Prävention und Versorgung von Kindern und Jugendlichen leitete Günter Esser zahlreiche Forschungsprojekte und engagiert sich seit 2007 in der strukturierten Doktorandenausbildung. So ist er seit 2007 Leiter des Doktorandenkollegs Developmental Psychopathology and Evidence based Intervention. Im Jahr 2010 ist er mit federführender Antragsteller eines DFG-Graduiertenkollegs zum Thema Intrapersonale Entwicklungsrisiken des Kindes- und Jugendalters in längsschnittlicher Sicht. Forschungsbereiche neben mehreren aktuellen Projekten sind:
- Epidemiologische und entwicklungspsychopathologische Längsschnittforschung,
- Entwicklung diagnostischer Instrumente,
- Evidenzbasierte Prävention und Therapie,
- Grundlagen- und neurowissenschaftliche Forschung und
- Störungsspezifische Forschung mit den Schwerpunkten:
  - Aufmerksamkeits-Hyperaktivitätsstörungen,
  - Störungen des Sozialverhaltens,
  - Störungen durch Substanzgebrauch sowie Lese-Rechtschreibstörungen und Rechenstörungen.
- Potsdamer Längsschnittstudie zur Erfassung des sprachlichen und mathematischen Entwicklungsstandes,
- Evaluation von Lese-Rechtschreibstörungs-Trainings

## Veröffentlichungen (Auswahl)
- Lehrbuch der Klinischen Psychologie und Psychotherapie bei Kindern und Jugendlichen. 3. Auflage. Thieme, 2008, ISBN 9783131260833.
- mit B. Blanz, B. Geisel und M. Laucht: Mannheimer Elterninterview (MEI), Beltz, 1989.
- mit R.-M. Stöhr: Visuomotorischer Schulreifetest. Huber, 1990.
- mit A. Wyschkon und K. Ballaschk: Basisdiagnostik Umschriebener Entwicklungsstörungen im Grundschulalter (BUEGA). Hogrefe, 2008.
- mit A. Wyschkon: Potsdam-Illinois Test für Psycholinguistische Fähigkeiten (P-ITPA). Hogrefe, 2010.
- mit A. Wyschkon: Basisdiagnostik Umschriebener Entwicklungsstörungen im Vorschulalter – Version II (BUEVA-II). Hogrefe, 2012.